# Ивановское (городской округ Черноголовка)

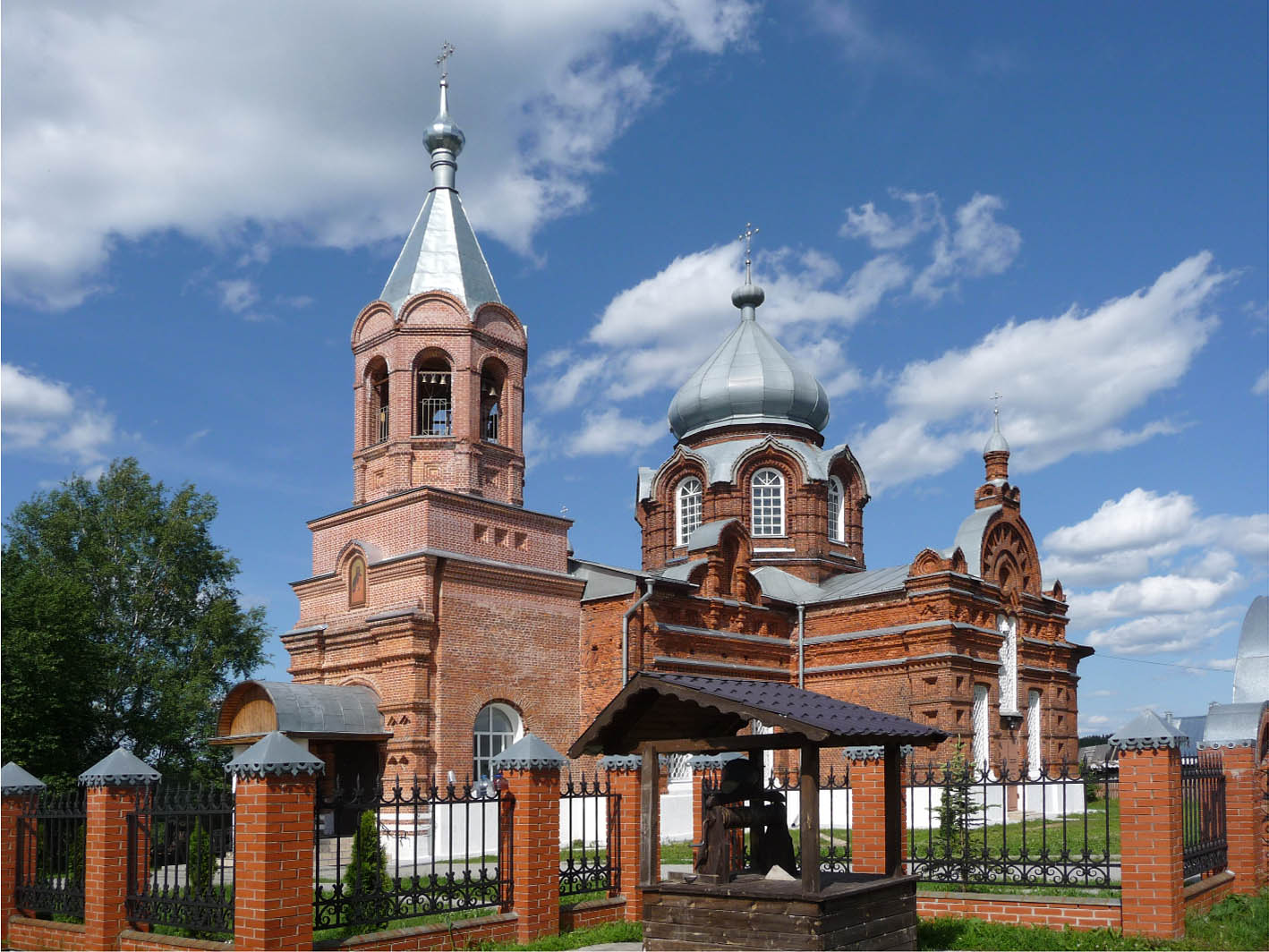
Церковь Усекновения главы Иоанна Предтечи в селе Ивановское (1899—1903)

Ивановское — село в Московской области, один из населённых пунктов муниципального образования городской округ «Черноголовка», созданного в ходе муниципальной реформы в 2005 году и ранее входившее в Ногинский район Московской области. До 1929 года было центром Ивановской волости Богородского уезда.

## География
Расположено на реке Пружёнке, в 10 км от Черноголовки и в 57 км от Москвы. В селе река запружена и образует Ивановский пруд.

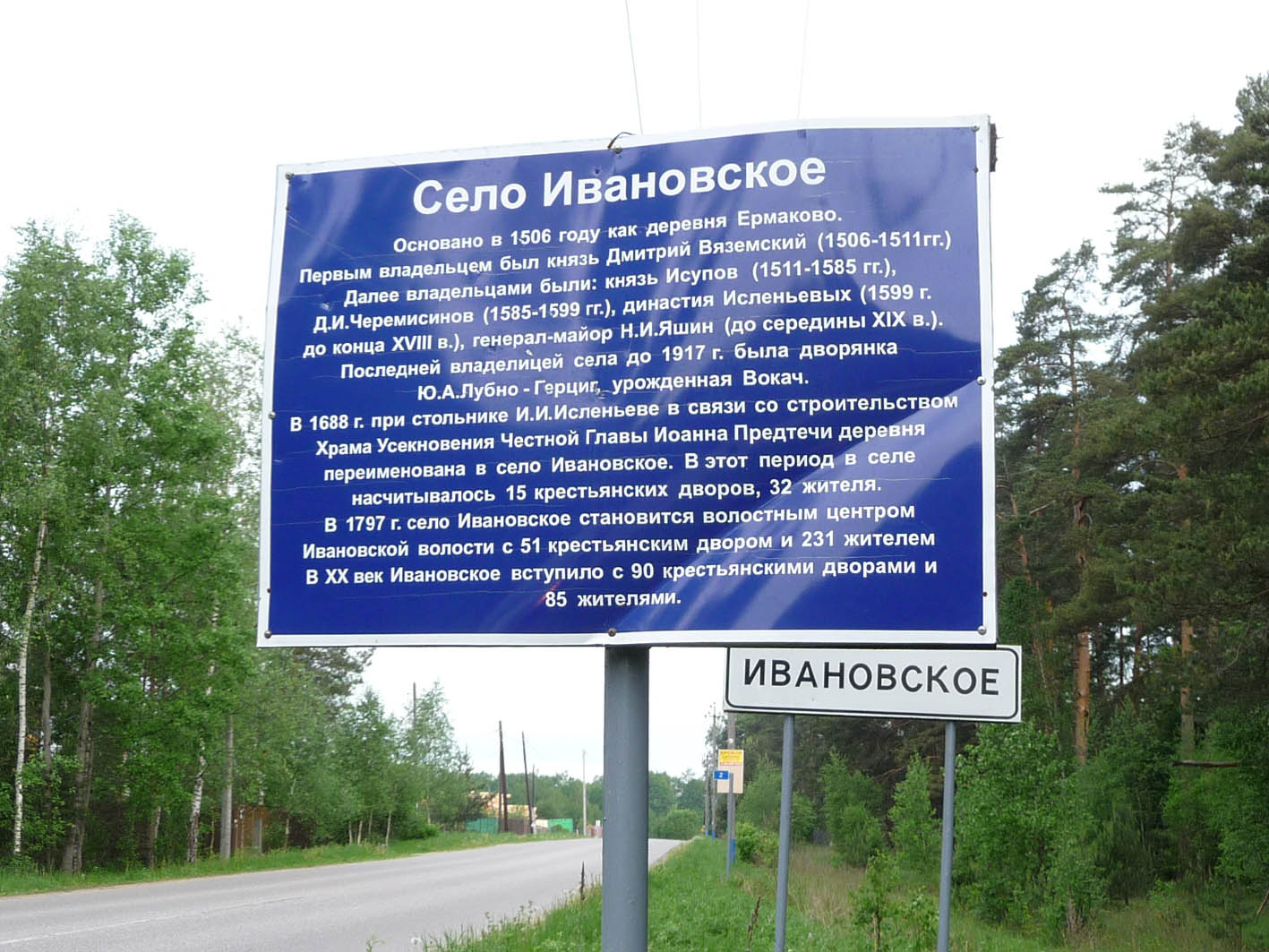
Информационный стенд на въезде в Ивановское с историей села

## Население
| 1852 | 1859 | 1869 | 1886 | 1899 | 1926 | 2002 |
| ---- | ---- | ---- | ---- | ---- | ---- | ---- |
| 306  | ↘260 | ↘231 | ↘213 | ↘112 | ↗385 | ↘62  |
| 2010 | 2013 |      |      |      |      |      |
| ↗77  | ↘48  |      |      |      |      |      |

## Транспорт
Единственная асфальтированная дорога к Ивановскому проходит через находящееся в 3 километрах село Макарово, противоположным от Ивановского концом примыкающее к внешней стороне Московского малого кольца («Бетонке») А107. Ближайшее к дороге на Ивановское радиальное шоссе из Москвы — Щёлковское А103.
В Ивановское можно доехать на автобусе № 73 из Ногинска или Черноголовки. Интервалы в движении автобусов примерно раз в час.

## Религия
В селе расположена церковь Усекновения Главы Иоанна Предтечи — деревянный однокупольный храм в стиле классицизма с трапезной и двухъярусной колокольней Усекновения Честной Главы Иоанна Предтечи с приделами в честь святителя Василия Великого и святого великомученика Георгия Победоносца существовал в селе с 1667 года и был уничтожен пожаром в конце 1970-х — начале 1980-х годов. После постройки в 1903 году каменной церкви деревянная для служб не использовалась. Каменный однокупольный храм эклектичной архитектуры, крестообразный в плане, в конце 1930-х годов был закрыт и разорён. Вновь открыт в 1992 году.
Относится к Богородскому благочинническому округу Московской епархии РПЦ.

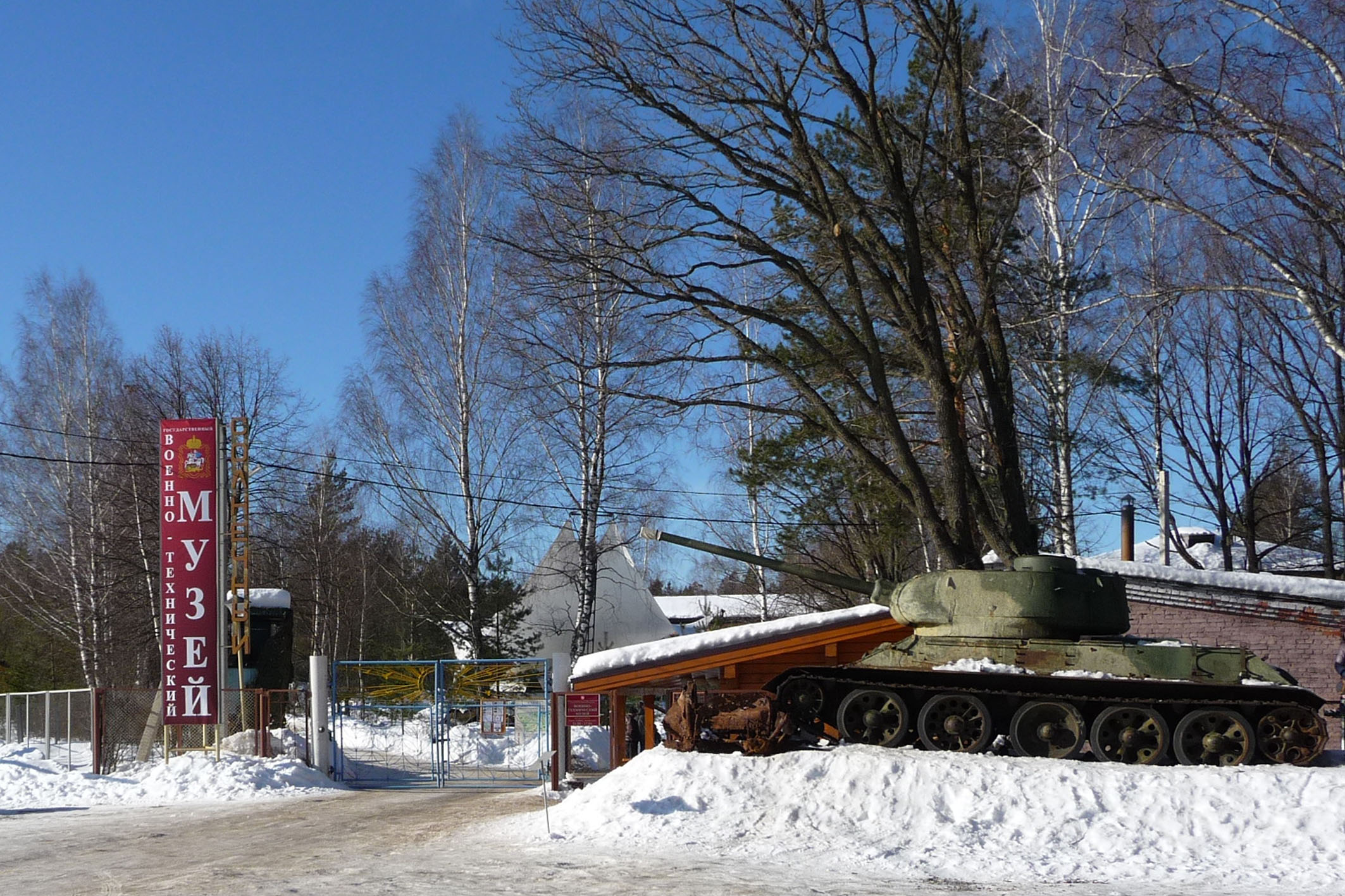
Вход в Военно-технический музей

## Музеи
На окраине села, на левом берегу образованного речкой Пружёнкой пруда, находится Государственное бюджетное учреждение культуры Московской области Государственный военно-технический музей, в котором собрана коллекция военной и гражданской техники. Музей открыт в октябре 2010 года.